# リュボーフィ・ヴォロンコーワ
リュボーフィ・フィヨドローヴナ・ヴォロンコーワ（ロシア語: Любовь Фёдоровна Воронкова、ラテン文字転写: Lyubov' Fyodorovna Voronkova、1906年9月30日 - 1976年1月20日）は、ソ連の児童文学作家。ボロンコーワとも表記される。

## 経歴
1906年、モスクワに生まれる。貧しい農民の家庭で、モスクワには一家で出稼ぎに来ていた。1917年の十月革命ののち田舎に戻り、ようやく学校に通えるようになる。1926年にはモスクワに出て働きながら大学に入る準備をする。1929年からジャーナリストとして働きはじめ、そのかたわら文学を学ぶ。1931年に処女作「黒スグリ」を発表、農村の子供たちの生活を描いた短編集「シュールカ」（Шурка、1940年）で児童文学作家としての方向性が定まる。戦争で家族を失った少女が農村の一家に引き取られ受け容れられていく物語『町からきた少女』（1943年）は日本でも愛読された。他の作品に「ゴロジシチェ村」（1947年）、「アルタイ物語」（1951年）、「フェージャかえっておいで」（1958年）、「まほうの島のともだち」(1964年)、「個人の幸福」（Личное счастье、1961年）、「野の白鳥アニスカ」（1966年）などがある。

## 日本語翻訳書

### 町からきた少女
- 『町からきた少女』ヴォロンコーワ作、高杉一郎訳、高松甚二郎絵、岩波書店〈岩波少年文庫〉、1956年
  - 「町からきた少女」ヴォロンコーワ作、高杉一郎訳、岩波書店〈岩波少年少女文学全集 20〉、1961年6月
- 『町からきた少女』ボロンコーワ原作、野田開作編著、遠藤てるよ絵、偕成社〈世界少女名作全集 30〉、1960年
- 「町からきた少女」リュボーフィ・ヴォロンコーワ作、袋一平訳、講談社〈少年少女世界文学全集 33 ロシア編 4〉、1961年
- 「町からきた少女」ヴォロンコーワ作、内田莉莎子訳、桜井誠絵、岩崎書店〈世界少女名作全集 18〉、1963年
  - 「町からきた少女」ヴォロンコーワ作、内田莉莎子訳、講談社〈世界の名作図書館 21〉、1969年
  - 『町からきた少女』ヴォロンコーワ作、内田莉莎子訳、桜井誠絵、岩崎書店、1973年
- 「町からきた少女」ヴォロンコーワ作、宮川やすえ訳、学研〈少年少女世界文学全集 5〉、1968年
- 「町からきた少女」ボロンコーワ原作、福井研介訳、池田浩彰等絵、小学館〈少年少女世界の名作文学 37 ソビエト編 5〉、1967年
  - 「町からきた少女」ボロンコーワ作、福井研介文、小学館〈少年少女世界の名作 37〉、1973年
- 『町からきた少女』ボォロンコーワ原作、北村順治著、北島洋子絵、集英社、1976年9月
- 『町からきた少女』ボロンコーワ作、松谷さやか訳、小学館〈フラワーブックス〉、1983年2月

### 「町からきた少女」以外
- 『友情の小枝』ヴォロンコーワ著、清水邦生訳、講談社〈世界少女小説全集 7〉、1957年
- 『村の少女』ヴォロンコーワ作、袋一平訳、岡野謙二絵、講談社〈世界少女名作全集 10〉、1965年
- 「アルタイ物語」ヴォロンコーワ作、高杉一郎訳、岡野謙二等絵、講談社〈少年少女新世界文学全集 24 ソビエト現代編 2〉、1965年
- 『フェージャかえっておいで』リュボーフィ・ヴォロンコーワ作、西郷竹彦訳、箕田源二郎絵、偕成社、1965年
- 『まほうの島のともだち』リュボーフィ・ヴォロンコーワ作、内田莉莎子訳、小野かおる絵、偕成社、1966年
- 『野の白鳥アニスカ』ボロンコーワ作、宮川やすえ訳、偕成社〈マスコットブックス〉、1980年8月
- 『ちらかしちゃん』ボロンコーワ原作、宮川やすえ訳・脚本、岡本武紫画、藤尾正子展開指導、童心社、1983年5月